# Asplenium volkensii
Asplenium volkensii är en svartbräkenväxtart som beskrevs av Georg Hans Emmo Wolfgang Hieronymus. Asplenium volkensii ingår i släktet Asplenium och familjen Aspleniaceae. Inga underarter finns listade.